# Tim Henman

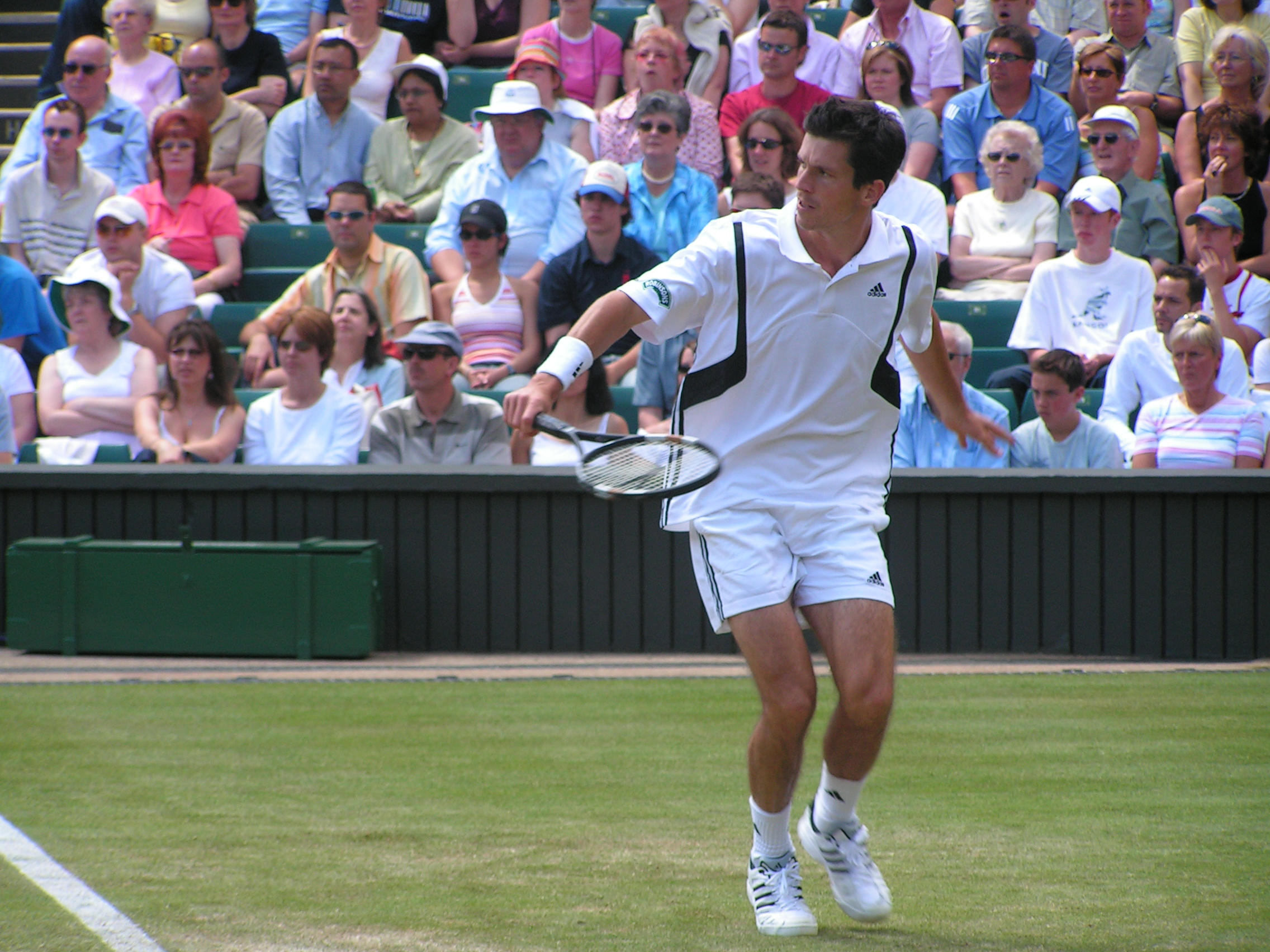
Tim Henman à Wimbledon en 2004

Tim Henman, surnommé « Gentleman Tim », né le 6 septembre 1974 à Oxford, est un joueur de tennis britannique, professionnel de 1993 à 2007.
Avec onze titres ATP, une 4e place mondiale et six demi-finales en Grand Chelem, il a été le meilleur joueur de simple de son pays durant les années 1990 et le début des années 2000. En double, il a remporté quatre titres et une médaille d'argent olympique.

## Famille et vie privée
Sa mère a joué Wimbledon en junior. Son arrière-grand-père a joué à Wimbledon ainsi que son grand-père maternel, Henry Billington entre 1948 et 1951, lequel a également joué pour le Royaume-Uni lors des Coupe Davis 1948, 1950 et 1951. En 1901, son arrière-grand-mère maternelle, Ellen Mary Stowell-Brown a été la première femme à servir au-dessus de l'épaule à Wimbledon. Sa grand-mère maternelle, Susan Billington a joué le double mixte avec son mari Henry à Wimbledon dans les années 1950, elle atteint aussi le troisième tour en double dames en 1951, 1955 et 1956.
Avec sa femme Lucie, Tim Henman a trois filles : Rosie, Olivia et Grace.

## Style de jeu
Service volée. 

## Carrière

### 1992-1996: débuts prometteurs
En 1992, il gagne le titre national et devient professionnel en 1993. En 1994, il est classé parmi les 200 meilleurs mondiaux. En 1996, il atteint sa première finale sur le circuit ATP à Doha face à Jim Courier. Il est alors classé parmi les 30 premiers.

### 1997
Il gagne ses deux premiers tournois à Sydney et à Tachkent et se fait opérer du coude la même année. Il reste absent des courts pendant deux mois. À la fin de la saison, il participe à la Masters Cup mais est éliminé dès les phases de poules. Il termine la saison 17e mondial.

### 1998
Il atteint les demi-finales à Wimbledon, remporte l'Open de Tachkent et l'Open de Bâle, et participe de nouveau à la Masters Cup ou il est éliminé en demi-finale par Carlos Moyà. Il termine la saison à la 7e place mondiale.

### 1999
Il ne remporte pas de titre mais est finaliste à l'Open de Doha, au Tournoi de Rotterdam, au Tournoi du Queen's et à l'Open de Bâle. Il termine la saison à la 12e place mondiale.

### 2000
Henman remporte le Tournoi de Brighton et est de nouveau finaliste à Rotterdam ainsi qu'au Classic de l'Arizona. Il participe à sa première finale en Masters Series à Cincinnati, face à Thomas Enqvist. Il termine la saison à la 10e place mondiale.

### 2001
Il gagne l'Open de Copenhague ainsi que l'Open de Bâle et est finaliste du Tournoi du Queen's. Il termine la saison à la 9e place mondiale.

### 2002
Il remporte le Tournoi de tennis d'Adélaïde et est finaliste à Rotterdam. Il échoue une fois de plus lors de sa 3e finale au Tournoi du Queen's face à Lleyton Hewitt, le numéro 1 d'alors, et au Masters d'Indian Wells face à Lleyton Hewitt une fois encore. Il termine la saison à la 8e place mondiale.

### 2003
Il remporte le Classic de Washington et son premier Masters Series : le Masters de Paris-Bercy, battant en finbale le Roumain Andrei Pavel en trois sets (6-2, 7-6, 7-6). Il termine la saison à la 15e place mondiale.

### 2004
Malgré une année sans titre, Tim effectue une très bonne saison, se retrouvant finaliste au Masters d'Indian Wells face au nouveau numéro 1 mondial Roger Federer. Aux Internationaux de France de Roland Garros, il est éliminé en demi-finale par Guillermo Coria. À Wimbledon, il atteint les quarts de finale comme l'année précédente. Aux Jeux olympiques, il est éliminé dès le premier tour. À l'US Open, il est éliminé en demi-finale par le futur vainqueur Roger Federer. Ces bons résultats lui permettent de disputer la Masters Cup, où il est éliminé dès les phases de poules. Il termine la saison à la 6e place mondiale.

### 2006
Il est finaliste à l'Open du Japon face à Roger Federer. Il termine la saison à la 39e place mondiale.

### 2007
Ce sera la dernière année pour Henman. Henman annonce lors d'une conférence de presse le 23 août 2007 qu'il abandonnera la compétition après la confrontation en Coupe Davis du Royaume-Uni et de la Croatie en octobre. Son dernier match aura été le 2e tour de l'US Open face à Jo-Wilfried Tsonga. Il termine sa carrière à la 91e place mondiale,.

## Demi-finales en Grand-Chelem en simple
Tim Henman est arrivé en demi-finale dans trois des tournois du Grand Chelem pour un total de six demi-finales dont quatre dans son pays, à Wimbledon, sans jamais réussir à atteindre une finale, ce qui constitue un fait unique dans l'histoire du tennis. Avant lui, Jirō Sato avait atteint cinq demi-finales de 1931 à 1933 et s'était suicidé en 1934 avant d'atteindre une finale. Henman est éliminé à chaque fois face au futur vainqueur du tournoi, excepté lors de son unique demi-finale à Roland-Garros.
La qualification d'un joueur britannique en finale du tournoi de Wimbledon impliquerait la présence de la reine Élisabeth II, ce qu'Henman n'a jamais réussi à faire. Alors que Tim Henman était en activité, le dernier vainqueur britannique restait Fred Perry en 1936 et le dernier finaliste Henry Austin en 1938. En 2001 contre le Croate Goran Ivanišević, entré dans le tournoi avec une invitation, Henman passe à deux points de la finale, dans un match étalé sur trois jours en raison des multiples coupures dues à la pluie. Il gagne par ailleurs plus de points que son adversaire (168 contre 158), ceci en partie grâce au 6-0 infligé à son adversaire dans la 3e manche.

Le classement d'Henman est entre parenthèses dans la colonne du classement de son adversaire.
| Année | Tournoi       | Joueur           | Classement     | Score                     |
| ----- | ------------- | ---------------- | -------------- | ------------------------- |
| 1998  | Wimbledon     | Pete Sampras     | no 1 (no 18)   | 3-6, 6-4, 5-7, 3-6        |
| 1999  | Wimbledon     | Pete Sampras     | no 1 (no 6)    | 6-3, 4-6, 3-6, 4-6        |
| 2001  | Wimbledon     | Goran Ivanišević | no 125 (no 11) | 5-7, 7-66, 6-0, 6-75, 3-6 |
| 2002  | Wimbledon     | Lleyton Hewitt   | no 1 (no 5)    | 5-7, 1-6, 5-7             |
| 2004  | Roland-Garros | Guillermo Coria  | no 3 (no 9)    | 6-3, 4-6, 0-6, 5-7        |
| 2004  | US Open       | Roger Federer    | no 1 (no 6)    | 3-6, 4-6, 4-6             |

## Palmarès

### En simple messieurs
| 11 titres en simple | 0 G. Chelem | 0 G. Chelem | 0 G. Chelem | 0 G. Chelem | 0 Masters | 0 Masters | 0 Masters   | 0 Masters   | 1 Masters 1000 | 1 Masters 1000 | 1 Masters 1000 | 1 Masters 1000 | 1 ATP 500          | 1 ATP 500          | 1 ATP 500          | 1 ATP 500          | 9 ATP 250          | 9 ATP 250          | 9 ATP 250      | 9 ATP 250      | 0 JO           | 0 JO           | 0 JO           | 0 JO           |
| 11 titres en simple | 9 sur dur   | 9 sur dur   | 9 sur dur   | 9 sur dur   | 9 sur dur | 9 sur dur | 0 sur gazon | 0 sur gazon | 0 sur gazon    | 0 sur gazon    | 0 sur gazon    | 0 sur gazon    | 0 sur terre battue | 0 sur terre battue | 0 sur terre battue | 0 sur terre battue | 0 sur terre battue | 0 sur terre battue | 2 sur moquette | 2 sur moquette | 2 sur moquette | 2 sur moquette | 2 sur moquette | 2 sur moquette |

## Autres résultats
- Tournoi de Wimbledon: Demi-finaliste en 1998, 1999, 2001, 2002
- Internationaux de France: Demi-finaliste en 2004
- US Open: Demi-finaliste en 2004
- Masters de Monte-Carlo: Demi-finaliste en 2002
- Masters de Miami: Demi-finaliste en 1998
- Masters d'Indian Wells: Finaliste en 2002,2004
- Masters de Cincinnati: Finaliste en 2000: Demi-finaliste en 2001
- Masters du Canada: Demi-finaliste en 1998
- Tournoi de tennis de Wembley: Finaliste en 1997,1999
- Coupe du Grand Chelem: Demi-finaliste en 1996

## Parcours dans les tournois duGrand Chelem

### En simple
| Année | Open d'Australie | Open d'Australie | Internationaux de France | Internationaux de France | Wimbledon       | Wimbledon        | US Open         | US Open          |
| ----- | ---------------- | ---------------- | ------------------------ | ------------------------ | --------------- | ---------------- | --------------- | ---------------- |
| 1994  | —                | —                | —                        | —                        | 1er tour (1/64) | D. Prinosil      | —               | —                |
| 1995  | —                | —                | —                        | —                        | 2e tour (1/32)  | P. Sampras       | 2e tour (1/32)  | J. Palmer        |
| 1996  | 2e tour (1/32)   | J. Björkman      | 1er tour (1/64)          | K. Goossens              | 1/4 de finale   | T. Martin        | 1/8 de finale   | S. Edberg        |
| 1997  | 3e tour (1/16)   | M. Chang         | 1er tour (1/64)          | O. Delaitre              | 1/4 de finale   | M. Stich         | 2e tour (1/32)  | W. Ferreira      |
| 1998  | 1er tour (1/64)  | J. Golmard       | 1er tour (1/64)          | S. Sargsian              | 1/2 finale      | P. Sampras       | 1/8 de finale   | M. Philippoussis |
| 1999  | 3e tour (1/16)   | M. Rosset        | 3e tour (1/16)           | A. Berasategui           | 1/2 finale      | P. Sampras       | 1er tour (1/64) | G. Cañas         |
| 2000  | 1/8 de finale    | C. Woodruff      | 3e tour (1/16)           | F. Vicente               | 1/8 de finale   | M. Philippoussis | 3e tour (1/16)  | R. Krajicek      |
| 2001  | 1/8 de finale    | P. Rafter        | 3e tour (1/16)           | G. Cañas                 | 1/2 finale      | G. Ivanišević    | 3e tour (1/16)  | X. Malisse       |
| 2002  | 1/8 de finale    | J. Björkman      | 2e tour (1/32)           | X. Malisse               | 1/2 finale      | L. Hewitt        | 3e tour (1/16)  | J. I. Chela      |
| 2003  | —                | —                | 3e tour (1/16)           | J. C. Ferrero            | 1/4 de finale   | S. Grosjean      | 1er tour (1/64) | A. Roddick       |
| 2004  | 3e tour (1/16)   | G. Cañas         | 1/2 finale               | G. Coria                 | 1/4 de finale   | M. Ančić         | 1/2 finale      | R. Federer       |
| 2005  | 3e tour (1/16)   | N. Davydenko     | 2e tour (1/32)           | L. Horna                 | 2e tour (1/32)  | D. Toursounov    | 1er tour (1/64) | F. Verdasco      |
| 2006  | 1er tour (1/64)  | D. Toursounov    | 2e tour (1/32)           | D. Toursounov            | 2e tour (1/32)  | R. Federer       | 2e tour (1/32)  | R. Federer       |
| 2007  | —                | —                | 1er tour (1/64)          | E. Gulbis                | 2e tour (1/32)  | F. López         | 2e tour (1/32)  | J.-W. Tsonga     |

N.B. : à droite du résultat se trouve le nom de l'ultime adversaire.

### En double
| Année | Open d'Australie              | Open d'Australie     | Internationaux de France | Internationaux de France | Wimbledon                 | Wimbledon                    | US Open                     | US Open                |
| ----- | ----------------------------- | -------------------- | ------------------------ | ------------------------ | ------------------------- | ---------------------------- | --------------------------- | ---------------------- |
| 1993  | —                             | —                    | —                        | —                        | 1er tour (1/32) C. Bailey | M. Jensen L. Jensen          | —                           | —                      |
| 1994  | —                             | —                    | —                        | —                        | 2e tour (1/16) M. Petchey | M.-K. Goellner I. Kafelnikov | —                           | —                      |
| 1995  | —                             | —                    | —                        | —                        | 1er tour (1/32) J. Bates  | H. Holm J. Tarango           | —                           | —                      |
| 1996  | 1er tour (1/32) A. Richardson | J. Holmes T. Larkham | 1/8 de finale S. Davis   | J. Frana R. Leach        | 1er tour (1/32) G. Muller | E. Ferreira J. Siemerink     | 2e tour (1/16) P. Galbraith | J. Eltingh P. Haarhuis |
| 1997  | 1er tour (1/32) J. Siemerink  | S. Draper B. Steven  | —                        | —                        | —                         | —                            | —                           | —                      |
| 1998  | 1er tour (1/32) M. Rosset     | S. Doseděl L. Pimek  | —                        | —                        | —                         | —                            | —                           | —                      |

N.B. : le nom du ou de la partenaire se trouve sous le résultat ; le nom des ultimes adversaires se trouve à droite.

## Parcours dans lesMasters 1000
| Année | Indian Wells              | Miami                    | Monte-Carlo                | Rome                      | Hambourg                  | Canada                      | Cincinnati                  | Stuttgart puis Madrid       | Paris                          |
| ----- | ------------------------- | ------------------------ | -------------------------- | ------------------------- | ------------------------- | --------------------------- | --------------------------- | --------------------------- | ------------------------------ |
| 1996  | —                         | 2e tour S. Bruguera      | —                          | —                         | —                         | 1/8 de finale W. Ferreira   | 2e tour I. Kafelnikov       | 1er tour S. Edberg          | 1er tour C. Moyà               |
| 1997  | —                         | 2e tour J. Alonso        | —                          | 2e tour D. Scala          | —                         | 1er tour S. Leblanc         | 1er tour A. Medvedev        | 1/8 de finale J. Björkman   | 2e tour À. Corretja            |
| 1998  | 1er tour W. Black         | 1/2 finale M. Ríos       | 1er tour G. Blanco         | 2e tour M. Ríos           | 2e tour H. Arazi          | 1/2 finale P. Rafter        | 1er tour T. Muster          | 1/8 de finale J.-M. Gambill | 1/8 de finale I. Kafelnikov    |
| 1999  | 1/4 de finale C. Woodruff | 3e tour J. Golmard       | 2e tour F. Meligeni        | 1/8 de finale K. Kučera   | 1/4 de finale M. Zabaleta | 2e tour J. Courier          | 1/4 de finale I. Kafelnikov | 2e tour D. Vacek            | 1/8 de finale M. Philippoussis |
| 2000  | 2e tour S. Grosjean       | 1/4 de finale A. Agassi  | 2e tour J. I. Chela        | 2e tour F. Santoro        | 1/8 de finale M. Zabaleta | 1er tour M. Ríos            | Finale T. Enqvist           | 1/8 de finale L. Hewitt     | 2e tour A. Costa               |
| 2001  | 1/8 de finale N. Lapentti | 2e tour F. Santoro       | 1/4 de finale H. Arazi     | 2e tour J. Boutter        | 1er tour L. Burgsmüller   | 2e tour A. Costa            | 1/2 finale G. Kuerten       | 1/4 de finale T. Haas       | 2e tour J. Boutter             |
| 2002  | Finale L. Hewitt          | 1/8 de finale R. Federer | 1/2 finale C. Moyà         | 1er tour F. González      | 2e tour A. Voinea         | 1/8 de finale D. Nalbandian | 2e tour F. González         | 2e tour P. Srichaphan       | 1/8 de finale N. Escudé        |
| 2003  | 2e tour A. Calleri        | 2e tour N. Escudé        | —                          | 1er tour G. Coria         | 1/8 de finale O. Rochus   | 2e tour D. Nalbandian       | 1er tour G. Coria           | 1er tour M. Fish            | Victoire A. Pavel              |
| 2004  | Finale R. Federer         | 2e tour J. Melzer        | 1/4 de finale R. Schüttler | 1/8 de finale M. Zabaleta | 2e tour A. Pavel          | 2e tour G. Kuerten          | 1/8 de finale L. Hewitt     | 1/8 de finale I. Ljubičić   | 1/8 de finale M. Youzhny       |
| 2005  | 1/4 de finale G. Cañas    | 1/4 de finale R. Federer | 1er tour M. Zabaleta       | 1/8 de finale D. Hrbatý   | 1/8 de finale J. I. Chela | 1er tour D. Hrbatý          | 2e tour J. I. Chela         | 2e tour R. Štěpánek         | —                              |
| 2006  | 2e tour T. Berdych        | 3e tour S. Greul         | 1er tour G. Gaudio         | 1/8 de finale R. Nadal    | —                         | 2e tour A. Murray           | 1er tour A. Murray          | 1/8 de finale D. Nalbandian | —                              |
| 2007  | 1er tour J. Hernych       | 1er tour G. Cañas        | 1er tour J. C. Ferrero     | 1er tour N. Almagro       | —                         | —                           | 1er tour J. I. Chela        | —                           | —                              |

N.B. : sous le résultat se trouve le nom de l’ultime adversaire.